# Slender: The Arrival
Slender: The Arrival  é um jogo eletrônico de survival horror e terror psicológico, e uma sequência de Slender: The Eight Pages, lançado em 2012. O jogo foi desenvolvido pela Parsec Productions em parceria com Blue Isle Studios, e lançado dia 26 de março de 2013 para PC. O jogo é baseado na lenda urbana Slender Man.
IGN descreve o jogo "um jogo simples, devastadoramente eficaz de fuga angustiante."
No dia 10 de janeiro de 2014, a página oficial do jogo no Facebook confirmou que no início do mesmo ano será lançada a versão para Xbox 360 e PlayStation 3 do jogo. A data do lançamento foi divulgada apenas no dia 5 de setembro do mesmo ano. O jogo sairá no dia 23 de setembro na América do Norte para Playstation 3 e a versão europeia chega junto à versão de Xbox 360, um dia depois. No dia 26 de fevereiro de 2015, foi lançado um trailer para anunciar que Slender: The Arrival ira chegar também aos consoles Next-Gen Playstation 4,Xbox One & Wii U . A data de lançamento foi divulgada no dia 25 de março do mesmo ano, também foi lançado para o console da Nintendo Nintendo Switch em 20 de junho de 2019

## Enredo
Slender: The Arrival segue a história de duas amigas de infância, Lauren e Kate, vários anos após os eventos de Slender: The Eight Pages. Kate (que acredita-se ser a mesma pessoa que procurou pelas oito páginas) está vendendo sua casa de infância próxima à Oakside Park, após o falecimento de sua mãe.
Lauren, em resposta a várias cartas inquietantes que Kate lhe enviou, vem visitar sua amiga de infância, trazendo uma câmera de vídeo. Com o caminho bloqueado por uma árvore caída, Lauren deixa o carro na estrada e continua a pé até a casa de Kate. Ao longo do caminho, ela passa por outro carro (cujo dono é desconhecido). Com o sol se pondo, Lauren chega à casa de Kate, encontrando as portas entreabertas e móveis e pertences desgrenhados. Depois de procurar qualquer sinal da amiga pela casa sem sucesso, Lauren entra no quarto de Kate e se depara com vários desenhos de uma figura sinistra e mensagens assombrosas escritas nas paredes juntamente com uma janela quebrada. O grito de uma mulher vindo de fora da casa faz com que Lauren entre em pânico. Procurando desesperadamente por sua amiga, Lauren segue a direção dos gritos e entra na floresta atrás da casa. Ela ativa três geradores para iluminar o caminho e encontra uma casa queimada. Lá dentro está Charlie Matheson Jr., um garoto que desapareceu recentemente e agora está deformado. Ele some quando Lauren se aproxima.
Lauren procura sem rumo na floresta por qualquer pista sobre o paradeiro de Kate, apenas encontrando mais dos desenhos rabiscados. À medida que se aventura no parque em busca dos oito desenhos, Lauren encontra uma figura alta e sem rosto, conhecida como Slender Man. Depois de coletar todas as páginas Lauren foge da entidade, mas acaba escorregando em um barranco, batendo sua cabeça e desmaiando.
Ela recupera a consciência várias horas depois (que agora é de manhã), desorientada; Ainda à procura de Kate, Lauren se depara com uma velha mina de carvão abandonada. Vários pedaços de papel antigos revelam que a mina foi abandonada às pressas, creditando ataques aparentemente aleatórios e inexplicáveis aos trabalhadores até o fechamento da mina. Uma rota de fuga foi descrita, mas devido a inatividade, permanece inoperante. Sem ter para onde ir, Lauren tenta reativar o elevador de emergência ativando os seis geradores que o acionam. Seu progresso foi prejudicado pelo ataque seguido de uma perseguição de uma figura vestida com uma camiseta branca com capuz e uma máscara branca. O longo cabelo preto do perseguidor é a única característica discernível deixada sem cobertura. Slender Man mais tarde também tenta atacar Lauren na mina.
Lauren consegue escapar tanto da figura misteriosa quanto do Slender Man e usa o elevador para sair da mina. Ela continua avançando, alcançando um posto avançado de armazenamento para as instalações de mineração agora abandonadas. Dentro dela, ela descobre uma pequena televisão reproduzindo um vídeo junto com duas outras fitas, intrigada, Lauren observa a gravação. Na tela, ela vê Kate em seu quarto rabiscando apressadamente os mesmos desenhos que Lauren encontrou ao chegar na casa. Kate para de desenhar, pega sua câmera e depois de perceber que o Slender Man está tentando invadir a casa, começa a fechar todas as portas e janelas da casa, mas mesmo assim ele consegue entrar. Kate então corre de volta para seu quarto onde Slender Man aparece de repente. Kate parece pular da janela do quarto antes que a gravação termine abruptamente. A segunda fita mostra Carl Ross (CR), um amigo de Kate, investigando uma fazenda onde ele conserta um sistema de polias, encontra botijões de gás para acionar um gerador e procura a chave necessária para abrir um portão para uma capela. A figura de Charlie eventualmente o persegue. A terceira fita mostra Charlie brincando na praia e depois de pegar uma trilha de trens de brinquedo que o levam para a mata, ele é pego por Slender Man.
Obedecendo a mensagem gravada na parede em frente à televisão, Lauren continua subindo a encosta da montanha em direção a uma torre de rádio. No caminho, Slender Man tenta capturar Lauren com crescente ferocidade enquanto ela corre por uma floresta em chamas. Lauren escapa por pouco de seu agressor nos corredores do prédio da torre de rádio e procura uma chave necessária para destrancar uma porta. As baterias de sua lanterna acaba enquanto ela passa pela porta apenas para descobrir que ela chegou a um beco sem saída, contendo o corpo queimado de CR em meio a chamas, e uma câmera com a gravação de duas pessoas em pânico. Pouco depois de assistir, o corredor escurece e Charlie corre em direção a Lauren, aparentemente a matando.

### Nível adicional e novo final
Um nível adicional ocorre depois que Kate fugiu para a floresta onde ela pegou as oito páginas enquanto era perseguida por Slender Man, depois de encontrar todas as páginas, Slender Man a captura, alegando que ele "tem planos para ela".
Se o jogador tiver terminado o jogo uma vez, a opção de dificuldade Hardcore será desbloqueada, o que é como o primeiro jogo, mas mais difícil. Uma diferença é que Lauren precisa encontrar botijões de gás para alimentar os geradores na mina. Antes de uma atualização do jogo, após concluí-lo novamente, Lauren tentará escapar pulando de uma área alta, na qual sua câmera quebra depois que ela o faz. Após a atualização, este final não é mais possível. O jogo agora termina com Lauren acordando no porão da casa da fazenda com Charlie bloqueando a saída. Depois de encontrar dois documentos, Charlie desaparece. Lauren ouve um choro no andar de cima e encontra Kate, mas quando ela se aproxima, Kate de repente se transforma na figura que a perseguiu nas minas (implicando que ambos são a mesma pessoa) e a ataca. A câmera de Lauren se liga temporariamente para mostrar as pernas de alguém sendo arrastadas para longe. Esse alguém é desconhecido, presume-se ser Lauren arrastando Kate, aparentemente inconsciente, para longe, depois de sobreviver ao ataque, ou Lauren sendo arrastada por Kate, Charlie ou Slender Man, após ser morta.
Um nível secreto também é desbloqueado, se passando na casa de Kate durante o dia. O personagem com quem o jogador está jogando é desconhecido, mas o objetivo do nível é viajar de sala em sala, evitando o Slender Man.

## Desenvolvimento e lançamento
Oito imagens foram disponibilizadas no site do jogo e no site da produtora Blue Isle Studios. No dia 1 de dezembro, a Blue Isle Studios anunciou que o script final do jogo será escrito por Joseph DeLage, Tim Sutton e Troy Wagner, uma parceria entre o estúdio e o time responsável pelo canal de terror no YouTube Marble Hornets. Um teaser do jogo foi lançado dia 23 de dezembro. Em fevereiro de 2012, o jogo foi disponibilizado para pré-compra por U$5, um desconto de 50% em relação ao preço do jogo completo, lançado por U$10. Esta pré compra garante acesso à versão beta do jogo ao usuário.
Slender: The Arrival teve seu lançamento oficial no dia 26 de março.

## Personagens
Lauren: A protagonista e personagem jogável do jogo. Ela vai até a casa de sua amiga Kate para ajudá-la a vendê-la, apenas para encontrá-la desaparecida. Contra todas as probabilidades, ela prossegue em uma busca implacável por Kate e quaisquer pistas que possam explicar como ela desapareceu.
Slender Man: O principal antagonista sem rosto do jogo que só pode ser visto por câmeras de vídeo. Encará-lo faz com que a câmera falhe e distorça, intensificando-se conforme o jogador se aproxima. Chegar muito perto resultará na morte do jogador. No jogo, também é mostrado que sua influência pode eventualmente levar suas vítimas tão longe na insanidade que elas se tornam uma sombra monstruosa e violenta de si mesmas (chamados de "Proxies"), como com Kate e Charlie.
Kate/The Chaser: Uma amiga próxima de Lauren, ela também é jogável em 'Escape' e 'Genesis'. Sua mãe morreu recentemente e ela decidiu vender sua casa, chamando Lauren para uma visita com a intenção de ajudar, mas desaparece. Antes dos eventos do jogo, ela teve visões do 'Slender Man' que ela compartilhou com seu amigo CR. Na noite anterior aos eventos do jogo, ela foi atacada em sua casa, mas conseguiu escapar, como revelado em 'Escape'. CR providencia para que os dois sejam queimados até a morte para impedir que a maldição do Slender Man se espalhe, mas Kate foge e é implícita que então seja levada ao ponto da loucura violenta, mais tarde atacando Lauren nas minas e na casa dos Matheson no final. Não se sabe onde ela conseguiu o capuz e a máscara que ela usava quando foi transformada em uma proxy.
Carl Ross/CR: Um amigo de Kate, com quem ele compartilhou suas visões do Slender Man. Ele e Kate brincavam na floresta juntos quando crianças, mas quando a mãe de Kate descobriu, ele parou de a visitar. Apesar de pedir a Kate para manter sua existência em segredo de Lauren, ele aconselhou Kate a ligar para ela quando sua mãe morresse. Ele é jogável em 'Homestead', no qual ele investiga uma propriedade agrícola de propriedade dos Mathesons e encontra pistas sugerindo que o Slender Man os perseguiu por gerações. CR é encontrado no final do jogo, seu cadáver carbonizado ao lado de uma filmadora. Um item de scrapbook localizado ao lado da lixeira de Kate sugere que seu nome verdadeiro é Carl-Ross e que ele pode ter sentimentos românticos (não correspondidos) por Kate.
Charlie Matheson Jr.: A criança desaparecida. Cartazes de desaparecidos podem ser encontrados do lado de fora da casa de Kate em uma árvore e do lado de fora da entrada da Mina Kullman. A versão 1.5 do jogo tem Charlie aparecendo no prólogo, 'Homestead' e epílogo como um cadáver em decomposição semelhante a um zumbi que persegue Lauren, e está implícito que ele foi fortemente afetado pela influência do Slender Man, mas agora está ajudando Lauren a investigá-lo. Em 'Memories', foi mostrado como ele foi atraído para a floresta pelo Slender Man antes de ser capturado. Em 'Homestead', é mostrado que a propriedade agrícola que Charlie e sua família costumavam visitar mostra sinais do Slender Man assombrando os Mathesons por gerações. CR teoriza que Charlie inadvertidamente tropeçou em evidências disso, o que pode ter levado o Slender Man a ir atrás dele em particular.

## Recepção
Slender: The Arrival recebeu críticas mistas.
VVGtv deu ao jogo uma nota 8,8/10, criticando a jogabilidade, história e duração do jogo, mas elogiando os gráficos e som. Vandal Online deu ao jogo uma nota 7,8/10, dizendo que "é um ótimo survival horror, faltando somente mecânicas mais profundas na jogabilidade".
Northern Star criticou o jogo, dizendo que "não adiciona nada ao gênero" adicionando que "é muito semelhante ao original".